# Minneapolis Sculpture Garden
Le jardin de sculptures de Minneapolis (Minneapolis Sculpture Garden) est un 11 acres (4,5 ha) parc à Minneapolis, Minnesota, aux États-Unis.
Il est situé à proximité du Walker Art Center, qui l'exploite en coordination avec le Minneapolis Park and Recreation Board. Il a rouvert le 10 juin 2017, après une reconstruction qui a permis d'unifier le Walker and Sculpture Garden en un seul campus de 19 acres (7,7 ha). C'est l'un des plus grands jardins de sculptures urbaines du pays, avec 40 installations artistiques permanentes et plusieurs autres pièces temporaires qui sont déplacées périodiquement,.

## Description
Le parc est situé à l'ouest du parc Loring et de la basilique Sainte-Marie. Le terrain a été acheté pour la première fois par le conseil du parc au début du XXe siècle, alors connu sous le nom de « The Parade » car il avait été utilisé pour des exercices militaires. Il est devenu connu sous le nom d'Armory Gardens après que le surintendant du parc, Theodore Wirth, a créé un projet formel qui comprenait une armurerie de la Garde nationale américaine (Kenwood Armory) pour les volontaires de la guerre d'Espagne.
En tant que centre civique et culturel, une convention florale transforme le terrain en jardins fleuris en 1913, ce qu'il resta pendant les cinquante années suivantes. En 1934, six ans après l'ouverture de la Walker Art Gallery de l'autre côté de la rue, l'Armory est démolie en raison de son instabilité et une nouvelle Armory est construite dans le centre-ville de Minneapolis, cédant les jardins de l'Armory au Minneapolis Park Board. Depuis 1908, la zone de l'actuel jardin de sculptures et le terrain à l'ouest ont été utilisés pour les loisirs sportifs via des terrains de jeu légèrement améliorés et la construction en 1950 du stade Parade original. En 1988, le Minneapolis Sculpture Garden ouvre ses portes, conçu par Edward Larrabee Barnes et les architectes paysagistes Quinnel et Rothschild. Le stade Parade est démoli en 1990, deux ans plus tard, le jardin est agrandi, ajoutant 3,5 acres (1,4 ha). Le bureau Michael Van Valkenburgh and Associates conçoit l'extension vers le nord pour compléter l'espace original avec une zone plus ouverte comprenant une promenade et le mémorial Alene Grossman de 300 pieds (91,4 m) de long. 
La pièce maîtresse du jardin est la fontaine Spoonbridge and Cherry (en) (1985-1988) conçue par le couple Claes Oldenburg et Coosje Van Bruggen.
Le pont Irene Hixon Whitney (1988), conçu par Siah Armajani, traverse Hennepin Avenue et l'I-94, reliant, pour les piétons, le jardin de sculptures au parc Loring. Le pont est restauré en 2018 lorsque le MnDOT a remplacé le tablier en bois, repeint le pont et remplacé le poème de John Ashbery qui s'étend sur les poutres du pont en lettres métalliques par de nouvelles lettres. Le pont est repeint en consultation avec Armajani pour garantir que les couleurs correspondent à sa conception originale. La rénovation comprenait des lumières sur le pont qui faisaient partie de la conception originale mais qui n'avaient pas été installées initialement. Le personnel du Walker Art Center plaisante en disant que le poème sans titre d'Ashbery, qui a été commandé pour le pont, est le « poème le plus long du monde » puisque le pont s'étend sur 16 voies de circulation inter-États sur 375 pieds.
En 2016 et 2017, le jardin est reconstruit pour permettre une gestion plus durable de l'eau dans une zone qui était auparavant un marais. Un réservoir de collecte d'eau est installé près de Spoonbridge and Cherry (en) pour fournir de l'eau au jardin et aux terrains de balle adjacents. D'autres améliorations sont apportées, notamment le rétrécissement de Vineland Place entre le Walker Art Center et le jardin et la mise à disposition de toilettes modernisées. Le Walker ajoute 18 nouvelles œuvres d'art au jardin après cette reconstruction, y compris une commande spécifique au site de Theaster Gates dans sa première sculpture extérieure permanente, Black Vessel for a Saint (en).

## Installations remarquables
- Spoonbridge and Cherry (en) (Claes Oldenburg et Coosje van Bruggen)
- Hahn/Cock (en) (Katharina Fritsch)[12]
- Wind Chime (Pierre Huyghe)[13]
- Shadows at the Crossroads (en) (Seitu Jones, Ta-coumba Aiken, Soyini Guyton)[14]
- Okciyapi (Entraide) (Angela Two Stars)[15].